# Alfred Enneper
Alfred Enneper (* 14. Juni 1830 in Barmen (heute Stadtteil von Wuppertal); † 24. März 1885 in Hannover) war ein deutscher Mathematiker, der sich insbesondere mit Differentialgeometrie beschäftigte.
Enneper promovierte 1856 an der Universität Göttingen, wo er zuvor noch bei Carl Friedrich Gauß studierte. 1859 habilitierte er sich in Göttingen und wurde 1870 außerordentlicher Professor in Göttingen. Ab 1865 war er Assessor in der Göttinger Akademie der Wissenschaften.
Alfred Enneper gab 1864 etwa gleichzeitig mit Karl Weierstraß (1866) zahlreiche neue Beispiele für Minimalflächen mit der sogenannten Enneper-Weierstraß-Konstruktion (oder Enneper-Weierstraß-Parametrisierung), darunter auch die Enneperfläche, eine nach Enneper benannte Minimalfläche. Eine globale Form der Enneper-Weierstraß-Konstruktion stammt von Robert Osserman. Hinter der Konstruktion steht eine Gauß-Abbildung (mit nachgeschalteter stereographischer Projektion) der zugehörigen Riemannfläche und der Satz, dass genau bei Minimalflächen diese Gaußabbildung holomorph ist.

## Verweise
1. ↑  Alfred Enneper im Mathematics Genealogy Project (englisch) abgerufen am 14. Januar 2025.
2. ↑  Holger Krahnke: Die Mitglieder der Akademie der Wissenschaften zu Göttingen 1751–2001 (= Abhandlungen der Akademie der Wissenschaften zu Göttingen, Philologisch-Historische Klasse. Folge 3, Bd. 246 = Abhandlungen der Akademie der Wissenschaften in Göttingen, Mathematisch-Physikalische Klasse. Folge 3, Bd. 50). Vandenhoeck & Ruprecht, Göttingen 2001, ISBN 3-525-82516-1, S. 76.
3. ↑  Enneper „Analytisch-Geometrische Untersuchungen“, Zeitschrift für Mathematik und Physik, Bd. 9, 1864, S. 96–125

| Personendaten    | Personendaten          |
| ---------------- | ---------------------- |
| NAME             | Enneper, Alfred        |
| KURZBESCHREIBUNG | deutscher Mathematiker |
| GEBURTSDATUM     | 14. Juni 1830          |
| GEBURTSORT       | Barmen                 |
| STERBEDATUM      | 24. März 1885          |
| STERBEORT        | Hannover               |